# سباق طواف فرنسا 1948
سباق طواف فرنسا 1948 من سلسلة سباقات سباق طواف فرنسا. أقيم هذا السباق في تاريخ 30 يونيو - 25 يوليو 1948 على 21 مراحل. بعد مرور 145 ساعة و36 دقيقة و56 ثانية وبعد طي 4922 كم بمتوسط 33.443 كم في الساعة فاز بالميدالية الذهبية جينو بارتالي من إيطاليا، فيما حصد بريك شوت من بلجيكا الميدالية الفضية، وكانت الميدالية البرونزية من نصيب غاي لابيبي من فرنسا.

## الميداليات
| ذهب                    | فضة               | برونز              |
| جينو بارتالي - إيطاليا | بريك شوت - بلجيكا | غاي لابيبي - فرنسا |